# Brownsville Station
Brownsville Station — американская рок-группа, образовавшаяся в 1969 году в Анн-Арборе, штат Мичиган; в её первый состав входили гитаристы Каб Кода (Cub Koda) и Майк Лутц (Mike Lutz), барабанщик Ти Джей Кронли (T.J. Cronley) и басист Тони Дриггинс (Tony Driggins). Состав, находившийся под сильным влиянием раннего рок-н-ролла, исполнял хард-рок в ретро-стилистике, с элементами блюза и ритм-энд-блюза. Brownsville Station приобрели репутацию концертной группы (сценические трюки Коды оказали влияние, в числе прочих, на Питера Вулфа Элиса Купера), а наибольшего успеха в чартах добились с синглом «Smokin' in the Boys' Room» (#3 US, 1973). После распада группы Каб Года начал сольную карьеру, а кроме того в качестве журналиста сотрудничал со многими известными музыкальными изданиями.

## Участники группы
- Cub Koda (1969—1979) — гитара, вокал
- Mike Lutz (1969—1979) — гитара, вокал, бас-гитара
- T.J. Cronley (1969—1971, 1977) — ударные
- Tony Driggins (1969—1972, 1977) — бас-гитара, вокал
- Henry «H-Bomb» Weck (1972—1979) — ударные, вокал
- Bruce Nazarian (1975—1979) — гитара, вокал, бас-гитара

## Дискография

### Альбомы
- 1970: No BS
- 1972: A Night On the Town
- 1973: Yeah!
- 1974: School Punks
- 1975: Motor City Connection
- 1977: Brownsville Station (a.k.a. 'The Red Album')
- 1978: Air Special

### Компиляции
- 1993: Smokin' In the Boys Room: The Best of Brownsville Station
- 2003: Smokin' In the Boys Room and Other Hits
- 2005: Smokin' In the Boys Room
- 2006: Rhino Hi-Five: Brownsville Station